# アニストン (アラバマ州)
アニストン（Anniston）は、アメリカ合衆国アラバマ州の都市。カルホーン郡の郡庁所在地である。人口は2万1564人（2020年）。アニストン-オックスフォード都市圏の中核である。ブルーリッジ山脈の南端に位置する。

## 歴史
アニストンは鉄道会社社長アルフレド・L・タイラー (Alfred L.Tyler) の妻アニー・スコット・タイラー (Annie Scott Tyler) にちなみ名付けられた。

## 交通
アニストン駅にはアムトラックの長距離列車クレセントが停車する。

## 地理
アニストンは北緯33度39分46.811秒、西経85度49分35.990秒(33.663003, -85.826664)に位置している。
アメリカ合衆国統計局によると、総面積は117.7 km²である。

## 姉妹都市
- 兵庫県新宮町（現たつの市）（日本）